# Амано, Кодзуэ
Кодзуэ Амано (яп. 天野 こずえ Амано Кодзуэ, бывший псевдоним — 天野 梢) — японская мангака. Известна по манге «Ария», ряду других работ. С ноября 2008 года работает над мангой Amanchu!. Комиксы переведены на китайский, корейский, английский, немецкий, французский, итальянский, тайский и русский языки.

## Биография
Получив опыт работы в качестве художницы манги-любительницы, в 1993 году приняла участие в конкурсе издательства Enix под настоящим именем 天野 梢. Её манга «Земля» (яп. アース А:су) выиграла главный приз «Big Step». Благодаря этому Кодзуэ получила возможность начать профессиональную карьеру. В 1994 году Амано опубликовала свою первую коммерческую работу Zen'yasai (яп. 前夜祭 Дзэнъясай) в специальном весеннем номере Fresh Gangan. С тех пор она публикует свои работы, записывая имя хираганой, а не кандзи, но оставив фамилию.
Затем последовала дальнейшая работа для Enix. С 1995 по 1998 год она выпустила около 1000 страниц манги Roman Kurabu (яп. 浪漫倶楽部 Роман курабу) в журнале Shonen Gangan. Впоследствии она была издана в шести танкобонах. С 1998 по 2001 год Амано писала сериал Crescent Noise (яп. クレセントノイズ Курэсэнто ноидзу), который выходил в журнале G-Fantasy; издательство Enix также собрало её в шесть танкобонов.
Для журнала Stencil Amano в 2001 году создала манга-сериал «Аква» о девушке-подростке, которая становится гондольером в Венеции. Манга была успешной, но мангака закончила серию примерно через 350 страниц, поскольку хотела сменить издателя.
Под названием «Ария» манга продолжилась в журнале Comic Blade издательстве Mag Garden, где печаталась до 2008 года. Позднее она была адаптирована в аниме-телесериал, продлённый на три сезона, а продажи танкобонов достигли отметки в три миллиона экземпляров. Под влиянием успеха «Арии» прежние произведения мангаки были переизданы.
С ноября 2008 года в журнале Comic Blade стала издаваться серия Amanchu! (яп. あまんちゅ! Амантю!).

## Манга
- Earth (яп. アース А:су, «Земля») (1993) — конкурсная работа, за которую получена премия «Big Step».
- «Канун фестиваля» (яп. 前夜祭 Дзэнъясай) (1994) — дебютная манга, вышедшая в специальном весеннем номере Fresh Gangan.
- Roman Kurabu (яп. 浪漫倶楽部 Роман курабу) выпускалась с 1995 по 1996 годы в журнале Shonen Gangan (Square Enix). Состоит из 6-ти томов. В 2005 году переиздана компанией Mag Garden[1].
- «Небесный мир мечты» (яп. 夢空界 Муку:кай) (1996) — коллекция небольших историй под редакцией Square Enix. Включает истории «Канун фестиваля» (яп. 前夜祭 Дзэнъясай), «Лето, длящееся миг» (яп. 刹那の夏 Сэцуна но нацу), «Небесный Мир Мечты» (яп. 夢空界 Муку:кай), «Маленький Сочельник» (яп. 小さな聖夜 Тиисана сэйя), «Паника Итиго-тян» (яп. いちごちゃんパニック Итиго-тян паникку). В 2004 году переиздана компанией Mag Garden[2].
- Crescent Noise (яп. クレセントノイズ Курэсэнто Нойдзу, «Шум полумесяца») с 1997 по 2001 выпускалась в Monthly GFantasy (Square Enix). Состоит из 6-ти томов. В данной манге иногда появляются персонажи Роман Курабу.
- «Небесная песнь» (яп. 空の謳 Сора но ута) (1999) — коллекция небольших историй №2 под редакцией Square Enix. Включает рассказы: «Небесная песнь» (яп. 空の謳 Сора но ута), «Волшебная почтовая служба» (яп. 魔法の郵便屋さん Махо: но ю:бинъя-сан), «ANGEL VOICE», «Земля» (яп. アース А:су, англ. Earth). В 2004 году переиздана компанией Mag Garden[3].
- «Солнечная улыбка» (яп. おひさま笑顔 о-хи-сама эгао) (2000, Square Enix)
- «Аква» выпускалась в 2001 году в журнале Monthly Stencil (Square Enix). Состоит из 2-х томов. В 2003 году переиздана компанией Mag Garden[4].
- «Ария» выпускалась с 2002 по 2008 год в журнале «Comic Blade» (Mag Garden)[5]. Состоит из 12-ти томов. Продолжает сюжет манги «Аква».
- «Амантю!» (яп. あまんちゅ! Амантю:!) — выпуск продолжается с 2008 года в журнале Comic Blade (Mag Garden)[6].
- «Мамантю!» (яп. ままんちゅ!) — эссе-манга, основанная на опыте беременности, рождения и воспитания детей.